# Andatzabea
Andatzabea fue una unión de la provincia española de Guipúzcoa que aglutinaba las localidades de Cizúrquil, Orio y Usúrbil.

## Historia
La unión, que aglutinaba las villas de Cizúrquil, Orio y Usúrbil, se formó en 1826 para dieciocho años y luego se fue renovando. El nombre lo tomó del monte Andatza, cercano a las tres. Aparece descrita en el Diccionario histórico-geográfico-descriptivo de los pueblos, valles, partidos, alcaldías y uniones de Guipúzcoa (1862) de Pablo de Gorosábel con las siguientes palabras:

ANDATZABEA: union que se compone de las villas de Cizurquil, Orio y Usurbil; llamada así por razon del monte de Andatza, próximo á ellas. Se constituyó en virtud de escritura de concordia celebrada á 20 de abril de 1826 para diez y ocho años; la cual se renovó para otro tanto tiempo por la que otorgaron á 22 de junio de 1849. Su objeto principal fué la asistencia alternativa á las juntas de la provincia por medio de un apoderado comun. Dispónese además por dicha concordia que si algun pueblo de fuera del turno quisiese nombrar procurador particular, lo puede hacer, siendo á costa del mismo. Esta union se halla encabezada en 59 fuegos; de los cuales les tocan á Cizurquil 20, á Orio 8 y á Usurbil 31. Sus apoderados ocupan en las juntas generales y particulares de la provincia el décimo lugar á mano izquierda del corregidor.
(Gorosábel, 1862, pp. 33-34)